# Norrbottenstjärnarna (Ljusdals socken, Hälsingland, 688142-147802)
Norrbottenstjärnarna är en sjö i Ljusdals kommun i Hälsingland och ingår i Ljusnans huvudavrinningsområde. Sjön har en area på 0,0483 kvadratkilometer och ligger 380,1 meter över havet.

## Delavrinningsområde
Norrbottenstjärnarna ingår i det delavrinningsområde (688108-147918) som SMHI kallar för Mynnar i Steksjön. Medelhöjden är 346 meter över havet och ytan är 4,8 kvadratkilometer. Det finns inga avrinningsområden uppströms utan avrinningsområdet är högsta punkten. Vattendraget som avvattnar avrinningsområdet har biflödesordning 3, vilket innebär att vattnet flödar genom totalt 3 vattendrag innan det når havet efter 172 kilometer. Avrinningsområdet består mestadels av skog (94 procent). Avrinningsområdet har 0,2 kvadratkilometer vattenytor vilket ger det en sjöprocent på 4,2 procent.